# Liste des ponts sur le Rhin
Cette liste contient les ponts présents sur le Rhin et ses bras. Elle est donnée par province néerlandaise, land allemand, département français, canton suisse, land autrichien ou pays (Liechtenstein) depuis l'aval du fleuve vers son amont et précise pour chacun le nom des communes reliées, en commençant par celle située sur la rive gauche.
- voies routières
- voies autoroutières  ou
- voies ferrées
- passerelles piétonnes et cyclables
- ponts mixtes (route + rail)  +

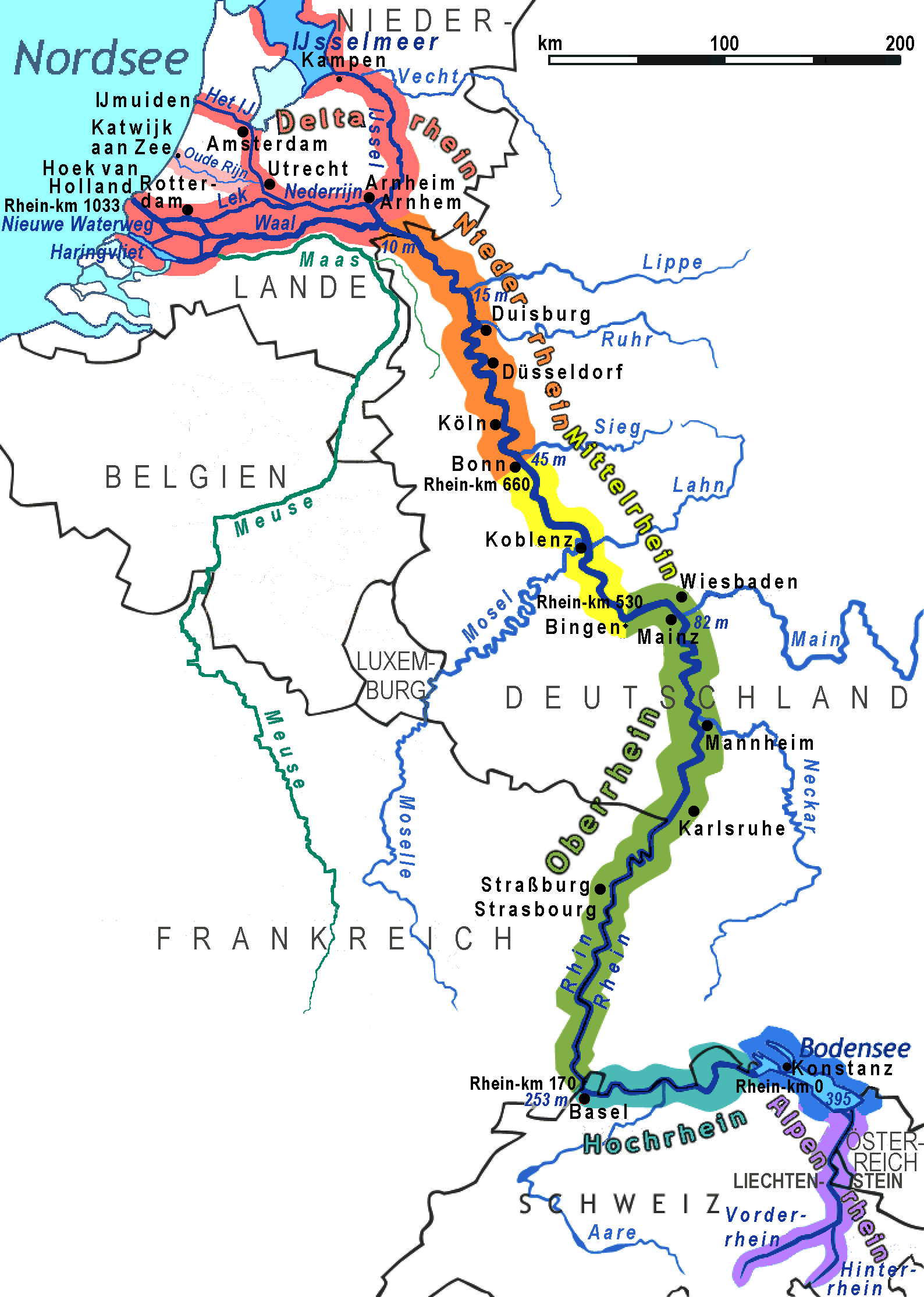
Le tracé du Rhin

Certains relient une berge à une île et ne franchissent donc qu'un bras. D'autres sont en ruine et infranchissables. Les barrages sont inclus.

## Liste
| Image | Pont                                                                              | Rive gauche                 | Milieu                      | Rive droite                   | Longueur totale             | Localisation                     | Type du pont                | Route/ ligne ferroviaire                                     | Année                       | Commentaire |
| Zélande | Zélande                                                                           | Zélande                     | Zélande                     | Zélande                       | Zélande                     | Zélande                          | Zélande                     | Zélande                                                      | Zélande                     | Zélande |
| Hollande-Méridionale | Hollande-Méridionale                                                              | Hollande-Méridionale        | Hollande-Méridionale        | Hollande-Méridionale          | Hollande-Méridionale        | Hollande-Méridionale             | Hollande-Méridionale        | Hollande-Méridionale                                         | Hollande-Méridionale        | Hollande-Méridionale |
| Brabant-Septentrional | Brabant-Septentrional                                                             | Brabant-Septentrional       | Brabant-Septentrional       | Brabant-Septentrional         | Brabant-Septentrional       | Brabant-Septentrional            | Brabant-Septentrional       | Brabant-Septentrional                                        | Brabant-Septentrional       | Brabant-Septentrional |
| Rhénanie-du-Nord-Westphalie | Rhénanie-du-Nord-Westphalie                                                       | Rhénanie-du-Nord-Westphalie | Rhénanie-du-Nord-Westphalie | Rhénanie-du-Nord-Westphalie   | Rhénanie-du-Nord-Westphalie | Rhénanie-du-Nord-Westphalie      | Rhénanie-du-Nord-Westphalie | Rhénanie-du-Nord-Westphalie                                  | Rhénanie-du-Nord-Westphalie | Rhénanie-du-Nord-Westphalie |
| --- | --------------------------------------------------------------------------------- | --------------------------- | --------------------------- | ----------------------------- | --------------------------- | -------------------------------- | --------------------------- | ------------------------------------------------------------ | --------------------------- | --- |
| Image manquante | Pont d'Oberkassel                                                                 | Düsseldorf                  |                             | Düsseldorf                    | 614,72 m                    | 51° 13′ 54″ N, 6° 46′ 05″ E      |                             |                                                              | 1973                        | |
| Image manquante | Pont Hohenzollern                                                                 | Cologne                     |                             | Cologne                       | 409,19 m                    | 50° 56′ 29″ N, 6° 57′ 56″ E      |                             |                                                              | 1945                        | |
| Image manquante | Pont de Leverkusen                                                                | Cologne                     |                             | Leverkusen                    | 1 068 m                     | 51° 02′ 03″ N, 6° 57′ 40″ E      |                             |                                                              | 1965                        | Reconstruction complète de 2017 à 2027                                                                                               |
| Rhénanie-Palatinat |                                                                                   |                             |                             |                               |                             |                                  |                             |                                                              |                             | |
| | Raiffeisenbrücke (de)                                                             | Weißenthurm                 | Weißenthurmer Werth         | Neuwied                       | 485 m                       | 50° 25′ 17″ N, 7° 27′ 28″ E      |                             |                                                              | 1978                        | |
| | Pont ferroviaire d'Urmitz (de)                                                    | Urmitz                      |                             | Neuwied                       | 430 m                       | 50° 25′ 17″ N, 7° 31′ 35″ E      |                             |                                                              | 1954                        | |
| | Pont de Bendorf (de)                                                              | Coblence                    | Graswerth                   | Bendorf                       | 1 029 m                     | 50° 24′ 36″ N, 7° 34′ 26″ E      |                             | E 44                                                         | 1965                        | |
| Image manquante | Pont de Niederwerth                                                               |                             | Niederwerth                 | Vallendar                     | 195 m                       | 50° 23′ 53″ N, 7° 36′ 36″ E      |                             |                                                              | 1958                        | Le pont ne traverse qu'un bras du fleuve.                                                                                            |
| | Pont de Pfaffendorf (de)                                                          | Coblence                    |                             | Coblence                      | 311 m                       | 50° 21′ 11″ N, 7° 36′ 17″ E      |                             |                                                              | 1864                        | Monument historique |
| | Pont de Horchheim (de)                                                            | Coblence                    |                             | Coblence                      | 312 m                       | 50° 19′ 59″ N, 7° 35′ 39″ E      |                             |                                                              | 1879                        | Monument historique |
| | Südbrücke (de)                                                                    | Coblence                    |                             | Coblence                      | 442 m                       | 50° 19′ 57″ N, 7° 35′ 38″ E      |                             |                                                              | 1975                        | |
| Rhénanie-Palatinat / Hesse |                                                                                   |                             |                             |                               |                             |                                  |                             |                                                              |                             | |
| | Pont de Schierstein                                                               | Mayence                     | Rettbergsaue                | Wiesbaden                     | 1 282 m                     | 50° 02′ 10″ N, 8° 12′ 45″ E      |                             |                                                              | 1962                        | |
| | Kallebrücke                                                                       |                             | Île Saint-Pierre            | Wiesbaden                     | ?m                          | 50° 01′ 52″ N, 8° 14′ 50″ E      |                             |                                                              | ?                           | Le pont ne traverse qu'un bras du fleuve.                                                                                            |
| | Pont ferroviaire Kaiserbrücke                                                     | Mayence                     | Île Saint-Pierre            | Wiesbaden                     | 681 m                       | 50° 01′ 21″ N, 8° 15′ 13″ E      |                             | Ligne 8 (S-Bahn Rhin-Main)                                   | 1955                        | |
| | Pont Theodor-Heuss                                                                | Mayence                     |                             | Wiesbaden                     | 475 m                       | 50° 00′ 24″ N, 8° 16′ 36″ E      |                             |                                                              | 1885                        | |
| | Südbrücke (de)                                                                    | Mayence                     |                             | Ginsheim-Gustavsburg          | 1 028 m                     | 49° 59′ 30″ N, 8° 17′ 38″ E      |                             | Rhein-Main-Bahn                                              | 1949                        | |
| | Pont de Weisenau                                                                  | Mayence                     |                             | Ginsheim-Gustavsburg          | 900 m                       | 49° 58′ 28″ N, 8° 19′ 17″ E      |                             | E 42                                                         | 1962                        | |
| | Pont ferroviaire de Worms (de)                                                    | Worms                       |                             | Lampertheim                   | 950 m                       | 49° 39′ 02″ N, 8° 22′ 23″ E      |                             | Ligne Darmstadt-Worms (de)                                   | 1960                        | |
| | Pont des Nibelungen (vieux)                                                       | Worms                       |                             | Lampertheim                   | 744 m                       | 49° 37′ 53″ N, 8° 22′ 48″ E      |                             |                                                              | 1953                        | |
| | Pont des Nibelungen (nouveau)                                                     | Worms                       |                             | Lampertheim                   | 744 m                       | 49° 37′ 52″ N, 8° 22′ 48″ E      |                             |                                                              | 2008                        | |
| Rhénanie-Palatinat / Bade-Wurtemberg |                                                                                   |                             |                             |                               |                             |                                  |                             |                                                              |                             | |
| | Pont Theodor Heuss                                                                | Frankenthal                 |                             | Mannheim                      | 830 m                       | 49° 32′ 56″ N, 8° 25′ 03″ E      |                             | E 50                                                         | 1964                        | |
| | Pont Kurt Schumacher (de)                                                         | Ludwigshafen                |                             | Mannheim                      | 1 500 m                     | 49° 29′ 22″ N, 8° 26′ 44″ E      |                             |                                                              | 1972                        | |
| | Pont Konrad Adenauer (de) (pont routier)                                          | Ludwigshafen                |                             | Mannheim                      | 274 m                       | 49° 28′ 52″ N, 8° 27′ 22″ E      |                             |                                                              | 1959                        | |
| | Pont Konrad Adenauer (de) (ancien pont ferroviaire)                               | Ludwigshafen                |                             | Mannheim                      | 274 m                       | 49° 28′ 51″ N, 8° 27′ 23″ E      |                             | ?                                                            | 1955                        | |
| | Pont Konrad Adenauer (de) (nouveau pont ferroviaire)                              | Ludwigshafen                |                             | Mannheim                      | 274 m                       | 49° 28′ 51″ N, 8° 27′ 23″ E      |                             | S-Bahn Rhin-Neckar                                           | 1999                        | |
| | Rheinbrücke Speyer (de)                                                           | Spire                       |                             | Hockenheim                    | 758 m                       | 49° 20′ 30″ N, 8° 28′ 22″ E      |                             | E 31                                                         | 1956                        | |
| | Pont salien (de)                                                                  | Spire                       |                             | Altlußheim                    | 595 m                       | 49° 19′ 00″ N, 8° 27′ 11″ E      |                             |                                                              | 1956                        | |
| | Pont Rodolphe de Habsbourg (de)                                                   | Germersheim                 |                             | Philippsburg                  | 605 m                       | 49° 13′ 40″ N, 8° 23′ 09″ E      |                             |                                                              | 1971                        | |
| | Rheinbrücke Germersheim (de)                                                      | Germersheim                 |                             | Philippsburg                  | 292 m                       | 49° 13′ 07″ N, 8° 23′ 06″ E      |                             | Ligne Bruhrain (de)                                          | 1967                        | |
| | Rheinbrücke Maxau (de)                                                            | Wörth am Rhein              |                             | Karlsruhe                     | 292 m                       | 49° 02′ 13″ N, 8° 18′ 12″ E      |                             |                                                              | 1966                        | |
| | Rheinbrücke Maxau (de)                                                            | Wörth am Rhein              |                             | Karlsruhe                     | 292 m                       | 49° 02′ 11″ N, 8° 18′ 12″ E      |                             | Ligne Winden-Karlsruhe (de)                                  | 1991                        | |
| Bas-Rhin / Bade-Wurtemberg |                                                                                   |                             |                             |                               |                             |                                  |                             |                                                              |                             | |
| | Pont de Wintersdorf (de)                                                          | Beinheim                    |                             | Iffezheim                     | 528 m                       | 48° 50′ 52″ N, 8° 06′ 48″ E      |                             | D 87 L78b                                                    | 1949                        | |
| | Centrale hydroélectrique d'Iffezheim                                              | Beinheim                    |                             | Iffezheim                     | >500 m                      | 48° 49′ 58″ N, 8° 06′ 38″ E      |                             | D 4                                                          | 1978                        | |
| | Centrale hydroélectrique de Gambsheim                                             | Gambsheim                   |                             | Rheinau                       | ?m                          | 48° 41′ 06″ N, 7° 54′ 51″ E      |                             | D 2 L87                                                      | 1974                        | |
| | Pont ferroviaire de Kehl                                                          | Strasbourg                  |                             | Kehl                          | 238,4 m                     | 48° 34′ 32″ N, 7° 48′ 03″ E      |                             | Ligne d'Appenweier à Kehl                                    | 1956 (2010)                 | |
| | Pont Beatus-Rhenanus                                                              | Strasbourg                  |                             | Kehl                          | 290 m                       | 48° 34′ 27″ N, 7° 48′ 06″ E      |                             | Ligne D                                                      | 2017                        | |
| | Pont de l'Europe                                                                  | Strasbourg                  |                             | Kehl                          | 245,4 m                     | 48° 34′ 25″ N, 7° 48′ 06″ E      |                             | N 4 E 52                                                     | 1960                        | |
| | Passerelle Mimram                                                                 | Strasbourg                  |                             | Kehl                          | 387 m                       | 48° 34′ 09″ N, 7° 48′ 13″ E      |                             |                                                              | 2004                        | |
| Image manquante | Centrale hydroélectrique de Strasbourg                                            | Strasbourg                  | Île du Rohrschollen         | Neuried                       | ?m                          | 48° 29′ 57″ N, 7° 46′ 54″ E      |                             |                                                              | 1970                        | |
| | Pont Pierre-Pflimlin                                                              | Eschau                      |                             | Neuried                       | 917,7 m                     | 48° 29′ 29″ N, 7° 46′ 11″ E      |                             | N 353 L98                                                    | 2002                        | |
| | Centrale hydroélectrique de Gerstheim                                             | Gerstheim                   | Île de Gerstheim            | Schwanau                      | ?m                          | 48° 21′ 59″ N, 7° 43′ 53″ E      |                             | D 426                                                        | 1967                        | |
| | Centrale hydroélectrique de Rhinau                                                | Schœnau                     | Île de Rhinau               | Weisweil                      | ?m                          | 48° 13′ 06″ N, 7° 39′ 31″ E      |                             |                                                              | 1963                        | |
| | Pont de Sasbach–Marckolsheim (de)                                                 | Marckolsheim                | Île de Marckolsheim         | Sasbach am Kaiserstuhl        | 268 m                       | 48° 09′ 14″ N, 7° 35′ 56″ E      |                             | D 424 L113                                                   | 1984                        | |
| Haut-Rhin / Bade-Wurtemberg |                                                                                   |                             |                             |                               |                             |                                  |                             |                                                              |                             | |
| | Centrale hydroélectrique de Marckolsheim                                          | Marckolsheim                | Île de Marckolsheim         | Vogtsburg im Kaiserstuhl      | ?m                          | 48° 06′ 23″ N, 7° 34′ 47″ E      |                             |                                                              | 1961                        | |
| | Pont de Breisach–Neuf-Brisach (de)                                                | Vogelgrun                   | Île du Rhin                 | Vieux-Brisach                 | >250 m                      | 48° 01′ 21″ N, 7° 34′ 55″ E      |                             | D 415                                                        | 1961                        | |
| | Pont Alain-Foechterle-Erich-Dilger (de)                                           | Fessenheim                  | Île du Rhin                 | Hartheim am Rhein             | 210 m                       | 47° 54′ 29″ N, 7° 34′ 56″ E      |                             |                                                              | 2006                        | |
| | Pont de Chalampé (de)                                                             | Chalampé                    | Île du Rhin                 | Neuenburg am Rhein            | ?m                          | 47° 48′ 51″ N, 7° 32′ 47″ E      |                             | D 39 Ligne de Mulhouse-Ville à Chalampé Ligne 4314 (DB Netz) | 1956                        | |
| | Pont sur le Rhin d'Ottmarsheim                                                    | Ottmarsheim                 | Île du Rhin                 | Neuenburg am Rhein            | ?m                          | 47° 46′ 33″ N, 7° 31′ 30″ E      |                             | A36 E 54                                                     | 1979                        | |
| Image manquante | Barrage de Märkt                                                                  | Village-Neuf                | Île du Rhin                 | Weil-am-Rhein                 | ?m                          | 47° 37′ 09″ N, 7° 34′ 20″ E      |                             |                                                              | ?                           | |
| | Pont du Palmrain                                                                  | Village-Neuf                |                             | Weil-am-Rhein                 | 289 m                       | 47° 36′ 04″ N, 7° 35′ 33″ E      |                             | D 105                                                        | 1979                        | |
| | Passerelle des Trois Pays                                                         | Huningue                    |                             | Weil-am-Rhein                 | 248 m                       | 47° 35′ 30″ N, 7° 35′ 25″ E      |                             |                                                              | 2007                        | |
| Un projet de passerelle piétonne et cyclable entre Breisach et l'île du Rhin à Vogelgrun est prévu pour 2030,. Les seules passerelles conçues exclusivement pour les piétons et cyclistes entre la France et l'Allemagne sur le Rhin sont actuellement la passerelle Mimram et la passerelle des Trois Pays. Un pont ferroviaire devrait également être créé pour l'extension de la ligne de Colmar-Central à Neuf-Brisach jusqu'à Breisach, initialement prévu pour 2040 mais souhaité pour 2030. |                                                                                   |                             |                             |                               |                             |                                  |                             |                                                              |                             | |
| plus d'images | Dreirosenbrücke                                                                   | Bâle                        |                             | Bâle                          | 226 m                       | 47° 34′ 15″ N, 7° 35′ 05″ E      |                             | E 60                                                         | 2004                        | |
| | Johanniterbrücke (de)                                                             | Bâle                        |                             | Bâle                          | 225 m                       | 47° 33′ 53″ N, 7° 35′ 09″ E      |                             |                                                              | 1967                        | Remplace le premier pont de 1882 |
| plus d'images | Mittlere Brücke                                                                   | Bâle                        |                             | Bâle                          | 192 m                       | 47° 33′ 37″ N, 7° 35′ 23″ E      |                             |                                                              | 1905                        | Le plus ancien point de passage sur le Rhin encore existant aujourd'hui entre le lac de Constance et la mer du Nord.                 |
| | Wettsteinbrücke (de)                                                              | Bâle                        |                             | Bâle                          | 358 m                       | 7° 33′ 23″ N, 7° 35′ 46″ E       |                             |                                                              | 1879                        | |
| | Schwarzwaldbrücke (de)                                                            | Bâle                        |                             | Bâle                          | 234 m                       | 47° 33′ 28″ N, 7° 36′ 51″ E      |                             | E 35 E 60                                                    | 1973                        | |
| | Eisenbahnbrücke (1962) (de)                                                       | Bâle                        |                             | Bâle                          | 215 m                       | 47° 33′ 30″ N, 7° 36′ 52″ E      |                             |                                                              | 1962                        | |
| Image manquante | Eisenbahnbrücke (2012) (de)                                                       | Bâle                        |                             | Bâle                          | 240 m                       | 47° 33′ 30″ N, 7° 36′ 52″ E      |                             |                                                              | 2012                        | |
| Bâle-Campagne / Bâle-Ville |                                                                                   |                             |                             |                               |                             |                                  |                             |                                                              |                             | |
| | Holzapfelweg                                                                      | Birsfelden                  | Birs Kraftwerk Insel        | Bâle                          | ?m                          | 47° 33′ 39″ N, 7° 37′ 33″ E      |                             |                                                              | 1954                        | |
| Bâle-Campagne / Bade-Wurtemberg |                                                                                   |                             |                             |                               |                             |                                  |                             |                                                              |                             | |
| | Centrale électrique d'Augst-Wyhlen                                                | Augst                       |                             | Grenzach-Wyhlen               | 212 m                       | 47° 32′ 14″ N, 7° 42′ 27″ E      |                             |                                                              | 1912                        | |
| Argovie / Bade-Wurtemberg |                                                                                   |                             |                             |                               |                             |                                  |                             |                                                              |                             | |
| | Rheinfelder Brücke                                                                | Rheinfelden (Argovie)       |                             | Rheinfelden (Bade-Wurtemberg) | 211 m                       | 47° 32′ 54″ N, 7° 45′ 29″ E      |                             |                                                              | 2006                        | |
| | Vieux pont de Rheinfelden (de)                                                    | Rheinfelden (Argovie)       | Inseli                      | Rheinfelden (Bade-Wurtemberg) | 147 m                       | 47° 33′ 18″ N, 7° 47′ 22″ E      |                             |                                                              | 1912                        | Bien culturel d'importance régionale                                                                                                 |
| | Nouvelle centrale hydroélectrique de Rheinfelden (de)                             | Rheinfelden (Argovie)       |                             | Rheinfelden (Bade-Wurtemberg) | ?m                          | 47° 34′ 08″ N, 7° 48′ 45″ E      |                             |                                                              | 2010                        | |
| | Centrale hydroélectrique de Ryburg-Schwörstadt (de)                               | Rheinfelden (Argovie)       |                             | Schwörstadt                   | 111 m                       | 47° 35′ 10″ N, 7° 50′ 01″ E      |                             |                                                              | 1931                        | |
| | Pont de Fridolin (de)                                                             | Stein                       |                             | Bad Säckingen                 | 244 m                       | 47° 32′ 46″ N, 7° 56′ 57″ E      |                             |                                                              | 1979                        | |
| | Pont couvert de Bad Säckingen                                                     | Stein                       |                             | Bad Säckingen                 | 206 m                       | 47° 33′ 05″ N, 7° 57′ 05″ E      |                             |                                                              | 1272                        | Bien culturel d'importance nationale                                                                                                 |
| | Centrale hydroélectrique de Säckingen (de)                                        | Stein                       |                             | Bad Säckingen                 | ?m                          | 47° 33′ 25″ N, 7° 57′ 25″ E      |                             |                                                              | 1966                        | |
| | Centrale hydroélectrique de Laufenburg (de)                                       | Laufenburg (Argovie)        |                             | Laufenburg (Baden)            | ?m                          | 47° 33′ 23″ N, 8° 02′ 55″ E      |                             |                                                              | 1914                        | |
| | Laufenbrücke (de)                                                                 | Laufenburg (Argovie)        |                             | Laufenburg (Baden)            | 90 m                        | 47° 33′ 49″ N, 8° 03′ 38″ E      |                             |                                                              | 1911                        | |
| | Hochrheinbrücke (de)                                                              | Laufenburg (Argovie)        |                             | Laufenburg (Baden)            | 225 m                       | 47° 33′ 43″ N, 8° 04′ 29″ E      |                             | L151a                                                        | 2004                        | |
| | Centrale hydroélectrique d'Albbruck-Dogern (de) Pont d'Albbruck–Schwaderloch (de) | Leibstadt Schwaderloch      | Île du Rhin d'Albbruck      | Dogern Albbruck               | 255 m                       | 47° 35′ 08″ N, 8° 07′ 59″ E      |                             |                                                              | 1933/2009                   | L'ensemble des installations comprend l'île, deux jonctions de rive à rive via l'île, ainsi qu'une jonction à l'île par la centrale. |
| | Pont de Koblenz–Waldshut (de)                                                     | Koblenz (Argovie)           |                             | Waldshut-Tiengen              | 128 m                       | 47° 36′ 31″ N, 8° 13′ 58″ E      |                             |                                                              | 1932                        | |
| | Pont de Waldshut–Koblenz (de)                                                     | Koblenz (Argovie)           |                             | Waldshut-Tiengen              | 190 m                       | 47° 36′ 34″ N, 8° 14′ 03″ E      |                             |                                                              | 1859                        | |
| | Pont de Zurzach–Rheinheim (de)                                                    | Bad Zurzach                 |                             | Küssaberg                     | 157 m                       | 47° 35′ 10″ N, 8° 18′ 09″ E      |                             |                                                              | 1907                        | |
| | Centrale hydroélectrique de Reckingen (de)                                        | Rekingen                    |                             | Küssaberg                     | ?m                          | 47° 34′ 14″ N, 8° 20′ 18″ E      |                             |                                                              | 1941                        | |
| | Pont de Kaiserstuhl–Hohentengen (de)                                              | Kaiserstuhl (Argovie)       |                             | Hohentengen am Hochrhein      | 86 m                        | 47° 34′ 12″ N, 8° 25′ 09″ E      |                             |                                                              | 1985                        | |
| Zurich / Bade-Wurtemberg |                                                                                   |                             |                             |                               |                             |                                  |                             |                                                              |                             | |
| | Centrale hydroélectrique d'Eglisau-Glattfelden (de)                               | Hohentengen am Hochrhein    |                             | Eglisau                       | ?m                          | 47° 34′ 31″ N, 8° 28′ 22″ E      |                             |                                                              | 1920                        | |
| Zurich |                                                                                   |                             |                             |                               |                             |                                  |                             |                                                              |                             | |
| plus d'images | Pont ferroviaire d'Eglisau                                                        | Eglisau                     |                             | Eglisau                       | 457 m                       | 47° 34′ 39″ N, 8° 30′ 37″ E      |                             |                                                              | 1897                        | |
| | Rheinbrücke Eglisau (de)                                                          | Eglisau                     |                             | Eglisau                       | 130 m                       | 47° 34′ 31″ N, 8° 31′ 19″ E      |                             |                                                              | 1919                        | |
| Zurich / Schaffhouse |                                                                                   |                             |                             |                               |                             |                                  |                             |                                                              |                             | |
| | Rheinbrücke Rüdlingen (de)                                                        | Flaach                      |                             | Rüdlingen                     | 121 m                       | 47° 34′ 33″ N, 8° 34′ 40″ E      |                             |                                                              | 1929                        | |
| Zurich / Bade-Wurtemberg |                                                                                   |                             |                             |                               |                             |                                  |                             |                                                              |                             | |
| | Pont de Rheinau–Altenburg (de)                                                    | Rheinau (Zurich)            |                             | Jestetten                     | 80 m                        | 47° 38′ 51″ N, 8° 36′ 11″ E      |                             |                                                              | 1806                        | Bien culturel d'importance régionale                                                                                                 |
| Image manquante | Pont de l'abbaye de Rheinau                                                       | Rheinau (Zurich)            | Île de l'abbaye de Rheinau  |                               | 50 m                        | 47° 38′ 34″ N, 8° 36′ 25″ E      |                             |                                                              |                             | Le pont ne traverse qu'un bras du fleuve.                                                                                            |
| | Centrale hydroélectrique de Rheinau (de)                                          | Rheinau (Zurich)            |                             | Jestetten                     | ?m                          | 47° 38′ 20″ N, 8° 36′ 07″ E      |                             |                                                              | 1957                        | |
| Zurich |                                                                                   |                             |                             |                               |                             |                                  |                             |                                                              |                             | |
| | Passerelle de Nohl (de)                                                           | Laufen-Uhwiesen             |                             | Laufen-Uhwiesen               | 109 m                       | 47° 40′ 12″ N, 8° 36′ 35″ E      |                             |                                                              | 1956                        | |
| Zurich / Schaffhouse |                                                                                   |                             |                             |                               |                             |                                  |                             |                                                              |                             | |
| | Pont des chutes du Rhin (de)                                                      | Laufen-Uhwiesen             |                             | Neuhausen am Rheinfall        | 177 m                       | 47° 40′ 36″ N, 8° 37′ 00″ E      |                             |                                                              | 1857                        | |
| | Passerelle de Neuhausen–Flurlingen (de)                                           | Flurlingen                  |                             | Neuhausen am Rheinfall        | 99 m                        | 47° 40′ 56″ N, 8° 37′ 33″ E      |                             |                                                              | 1921                        | |
| | Pont de l'autoroute A4 (de)                                                       | Flurlingen                  |                             | Schaffhouse                   | 152 m                       | 47° 41′ 31″ N, 8° 37′ 32″ E      |                             | E 41                                                         | 1995                        | |
| Image manquante | Pont de Schaffhouse–Flurlingen (de)                                               | Flurlingen                  |                             | Schaffhouse                   | 99 m                        | 47° 41′ 33″ N, 8° 37′ 37″ E      |                             |                                                              | 1990                        | |
| | Centrale hydroélectrique de Schaffhouse (de)                                      | Flurlingen                  |                             | Schaffhouse                   | ?m                          | 47° 41′ 34″ N, 8° 37′ 50″ E      |                             |                                                              | 1963                        | |
| | Pont de Schaffhouse–Feuerthalen (de)                                              | Feuerthalen                 |                             | Schaffhouse                   | 103 m                       | 47° 41′ 41″ N, 8° 38′ 26″ E      |                             |                                                              | 1990                        | |
| | Pont de Feuerthalen (de)                                                          | Feuerthalen                 |                             | Schaffhouse                   | 262 m                       | 47° 41′ 41″ N, 8° 38′ 37″ E      |                             |                                                              | 1857                        | |
| Thurgovie / Bade-Wurtemberg |                                                                                   |                             |                             |                               |                             |                                  |                             |                                                              |                             | |
| | Pont de Diessenhofen–Gailingen (de)                                               | Diessenhofen                |                             | Gailingen am Hochrhein        | 87 m                        | 47° 41′ 26″ N, 8° 45′ 02″ E      |                             | L190                                                         | 1816                        | |
| Thurgovie / Schaffhouse |                                                                                   |                             |                             |                               |                             |                                  |                             |                                                              |                             | |
| | Pont ferroviaire de Hemishofen (de)                                               | Wagenhausen                 |                             | Hemishofen                    | 254 m                       | 47° 40′ 21″ N, 8° 50′ 03″ E      |                             |                                                              | 1875                        | Bien culturel d'importance nationale                                                                                                 |
| Image manquante | Pont routier de Hemishofen (de)                                                   | Wagenhausen                 |                             | Hemishofen                    | 345 m                       | 47° 40′ 21″ N, 8° 50′ 05″ E      |                             | 332                                                          | 1980                        | |
| Schaffhouse |                                                                                   |                             |                             |                               |                             |                                  |                             |                                                              |                             | |
| | Pont de Stein am Rheim (de)                                                       | Stein am Rhein              |                             | Stein am Rhein                | 111 m                       | 47° 39′ 28″ N, 8° 51′ 32″ E      |                             | 330                                                          | 1974                        | |
| Bade-Wurtemberg |                                                                                   |                             |                             |                               |                             |                                  |                             |                                                              |                             | |
| | Schänzlebrücke (de)                                                               | Constance                   |                             | Constance                     | 305 m                       | 47° 40′ 12″ N, 9° 09′ 47″ E      |                             |                                                              | 1974                        | |
| | Pont cycliste (Constance) (de)                                                    | Constance                   |                             | Constance                     | 163 m                       | 47° 40′ 06″ N, 9° 10′ 27″ E      |                             |                                                              | 1991                        | |
| Image manquante | Vieux pont de Constance (de)                                                      | Constance                   |                             | Constance                     | 128 m                       | 47° 39′ 59″ N, 9° 10′ 43″ E      |                             |                                                              | 1938                        | |
| Vorarlberg |                                                                                   |                             |                             |                               |                             |                                  |                             |                                                              |                             | |
| Image manquante | Pont de Hard-Fußach                                                               | Fußach                      |                             | Hard (Autriche)               | 690 m                       | 47° 28′ 40″ N, 9° 40′ 11″ E      |                             | 202 E 43 E 60                                                |                             | |
| Image manquante | Pont de Lustenau-Höchst                                                           | Höchst (Autriche)           |                             | Lustenau                      | ?m                          | 47° 27′ 05″ N, 9° 39′ 47″ E      |                             |                                                              |                             | |
| Saint-Gall / Vorarlberg |                                                                                   |                             |                             |                               |                             |                                  |                             |                                                              |                             | |
| | Pont ferroviaire de Lustenau-St. Margrethen                                       | Sankt Margrethen            |                             | Lustenau                      | 275 m                       | 47° 26′ 52″ N, 9° 39′ 28″ E      |                             |                                                              | 2013                        | |
| Image manquante | Pont de Lustenau-Au                                                               | Au (Saint-Gall)             |                             | Lustenau                      | ?m                          | 47° 25′ 52″ N, 9° 38′ 44″ E      |                             | (435) - 204                                                  |                             | |
| Image manquante | Pont de Lustenau-Widnau                                                           | Widnau                      |                             | Lustenau                      | ?m                          | 47° 24′ 31″ N, 9° 39′ 07″ E      |                             |                                                              |                             | |
| Saint-Gall |                                                                                   |                             |                             |                               |                             |                                  |                             |                                                              |                             | |
| | Rheinbrücke Diepoldsau (de)                                                       | Diepoldsau                  |                             | Diepoldsau                    | 250 m                       | 47° 23′ 26″ N, 9° 38′ 47″ E      |                             | 445                                                          | 1985                        | |
| Image manquante | Rietbrücke                                                                        | Diepoldsau                  |                             | Diepoldsau                    | ?m                          | 47° 22′ 59″ N, 9° 38′ 31″ E      |                             |                                                              | 1913                        | |
| Saint-Gall / Vorarlberg |                                                                                   |                             |                             |                               |                             |                                  |                             |                                                              |                             | |
| Image manquante | Pont routier de Kriessern-Mäder                                                   | Oberriet                    |                             | Mäder                         | ?m                          | 47° 21′ 27″ N, 9° 36′ 47″ E      |                             |                                                              |                             | |
| Image manquante | Pont ferroviaire de Kriessern-Mäder                                               | Oberriet                    |                             | Mäder                         | ?m                          | 47° 21′ 24″ N, 9° 36′ 43″ E      |                             |                                                              |                             | Ce pont est en cours de démontage et ne traverse plus entièrement le fleuve.                                                         |
| Image manquante | Pont de Montlingen-Koblach                                                        | Oberriet                    |                             | Koblach                       | ?m                          | 47° 20′ 02″ N, 9° 35′ 41″ E      |                             |                                                              |                             | |
| Image manquante | Pont d'Oberriet-Meiningen                                                         | Oberriet                    |                             | Meiningen (Vorarlberg)        | ?m                          | 47° 18′ 23″ N, 9° 34′ 13″ E      |                             | 434 ()                                                       |                             | |
| Image manquante | Pont de Lienz-Nofels                                                              | Altstätten (Lienz SG)       |                             | Feldkirch                     | ?m                          | 47° 16′ 26″ N, 9° 32′ 05″ E      |                             |                                                              |                             | |
| Saint-Gall / Liechtenstein |                                                                                   |                             |                             |                               |                             |                                  |                             |                                                              |                             | |
| Image manquante | Pont de Sennwald-Ruggell                                                          | Sennwald                    |                             | Ruggell                       | ?m                          | 47° 14′ 37″ N, 9° 31′ 12″ E      |                             |                                                              |                             | |
| Image manquante | Pont de Haag-Gamprin                                                              | Sennwald                    |                             | Gamprin                       | ?m                          | 47° 12′ 37″ N, 9° 29′ 55″ E      |                             | 433                                                          |                             | |
| Image manquante | Passerelle de Buchs-Schaan                                                        | Buchs (Saint-Gall)          |                             | Schaan                        | ?m                          | 47° 10′ 31″ N, 9° 29′ 15″ E      |                             |                                                              |                             | |
| Image manquante | Pont routier de Buchs-Schaan                                                      | Buchs (Saint-Gall)          |                             | Schaan                        | ?m                          | 47° 10′ 09″ N, 9° 29′ 22″ E      |                             |                                                              |                             | |
| | Pont ferroviaire de Buchs-Schaan (de)                                             | Buchs (Saint-Gall)          |                             | Schaan                        | 190 m                       | 47° 09′ 52″ N, 9° 29′ 26″ E      |                             | Ligne de Feldkirch à Buchs                                   | 1935                        | |
| | Alte Rheinbrücke Vaduz–Sevelen                                                    | Sevelen                     |                             | Vaduz                         | 135 m                       | 47° 07′ 57″ N, 9° 30′ 42″ E      |                             |                                                              | 1901                        | |
| Image manquante | Pont de Sevelen-Vaduz                                                             | Sevelen                     |                             | Vaduz                         | ?m                          | 47° 07′ 50″ N, 9° 30′ 45″ E      |                             |                                                              |                             | |
| | Pont de Trübbach-Balzers                                                          | Trübbach (Wartau)           |                             | Balzers                       | ?m                          | 47° 04′ 22″ N, 9° 29′ 23″ E      |                             | 433.2                                                        |                             | |
| Image manquante | Passerelle de Trübbach-Balzers                                                    | Trübbach (Wartau)           |                             | Balzers                       | ?m                          | 47° 04′ 09″ N, 9° 28′ 51″ E      |                             |                                                              |                             | |
| Saint-Gall / Grisons |                                                                                   |                             |                             |                               |                             |                                  |                             |                                                              |                             | |
| Image manquante | Pont de Bad Ragaz-Fläsch                                                          | Bad Ragaz                   |                             | Fläsch                        | ?m                          | 47° 01′ 26″ N, 9° 30′ 04″ E      |                             |                                                              |                             | |
| Image manquante | Pont de l'autoroute A13                                                           | Bad Ragaz                   |                             | Fläsch                        | 117 m                       | 47° 00′ 49″ N, 9° 30′ 33″ E      |                             | E 43                                                         | 1972                        | |
| Image manquante | Passerelle de Bad Ragaz-Maienfeld                                                 | Bad Ragaz                   |                             | Fläsch                        | ?m                          | 47° 00′ 41″ N, 9° 30′ 35″ E      |                             |                                                              |                             | |
| Image manquante | Pont ferroviaire de Bad Ragaz-Maienfeld                                           | Bad Ragaz                   |                             | Maienfeld                     | ?m                          | 47° 00′ 38″ N, 9° 30′ 36″ E      |                             |                                                              |                             | |
| Image manquante | Pont routier Bad Ragaz-Maienfeld                                                  | Bad Ragaz                   |                             | Maienfeld                     | ?m                          | 47° 00′ 02″ N, 9° 31′ 07″ E      |                             |                                                              |                             | |
| Grisons |                                                                                   |                             |                             |                               |                             |                                  |                             |                                                              |                             | |
| | Tardisbrücke (de)                                                                 | Mastrils                    |                             | Landquart                     | ?m                          | 46° 58′ 18,41″ N, 9° 32′ 59,6″ E |                             |                                                              | 2004                        | |
| Image manquante | Passerelle                                                                        | Untervaz                    |                             | Zizers                        | ?m                          | 46° 56′ 17,4″ N, 9° 32′ 54″ E    |                             |                                                              |                             | |
| Image manquante | Pont routier Untervaz-Trimmis                                                     | Untervaz                    |                             | Trimmis                       | ?m                          | 46° 55′ 08,5″ N, 9° 33′ 20,9″ E  |                             |                                                              |                             | |
| |                                                                                   |                             |                             |                               |                             |                                  |                             |                                                              |                             | |